# Setge de Mequinensa (1810)
El setge de Mequinensa (15 maig a 8 de juny del 1810) va tenir lloc durant la Guerra del Francès. La població de Mequinensa, situada a la confluència dels rius Ebre, Segre i Cinca –a uns 211 quilòmetres a l'est de Barcelona– fou assetjada per 16.000 soldats de l'exèrcit napoleònic comandats pel mariscal Suchet. Uns 1.000 militars i voluntaris sota les ordres del general Manuel Carbón defensaven la població. Mequinensa i el seu castell foren capturats pels francesos després d'una operació que va durar tres setmanes.

## Antecedents
Durant el segon setge de Saragossa, els defensors aragonesos van resistir l'atac francès durant molts mesos. La ciutat finalment va caure el 20 de febrer de 1809 i la seva gran guarnició fou assassinada o capturada. Amb la majoria dels defensors d'Aragó fora de combat, el III Cos francès sota les ordres del general de divisió Jean-Andoche Junot i el V Cos amb el mariscal Édouard Mortier ràpidament van conquerir la vall de l'Ebre. La potent fortalesa de Jaca es va rendir a Mortier el 21 de març de 1809 i les ciutats de Montsó i Fraga foren ràpidament ocupades. Tot i això, el castell de Mequinensa va declinar rendir-se davant les peticions dels francesos.
Mortier decidí personar-se al castell de Mequinensa amb una brigada d'infanteria, però el comandant Carbón rebutjà novament capitular. El mariscal francès es va retirar, planejant tornar-hi després de conquerir la resta de l'Aragó oriental. L'emperador Napoleó va emetre ordres el 5 d'abril per retirar-se a Tudela. La Guerra de la Cinquena coalició estava a punt d'iniciar-se i Napoleó pensà que podia necessitar les tropes de Mortier per reforçar el seu exèrcit a Alemanya. Això deixà el III Cos amb 15.000 soldats per defensar tot Aragó. Alhora, l'emperador reemplaçà Junot pel general de divisió Louis Gabriel Suchet.

## Setge de Mequinensa
Tot i que les muralles de Mequinensa eren antigues, febles i poc preparades per les noves formes de guerra, oferien una bona defensa estratègica. El castell de Mequinensa està situat en un turó altament estratègic sobre la confluència dels rius Ebre, Segre i Cinca. Els enginyers militars de Suchet van trigar tres setmanes a construir un camí en ziga-zaga cap a la part alta del castell (fent la volta per l'altre costat de la població) per tal de poder fer-hi arribar l'artilleria. Un cop el camí va estar preparat, els francesos van apropar al màxim els canons de setge i van començar a cavar trinxeres. Dies després obrien foc contra els murs del castell. La població fou definitivament presa el 5 de juny. Després de vint dies d'intens bombardeig francès, el castell es trobava pràcticament en ruïnes i el general Manuel Carbón es va rendir amb honors. Com Mequinensa era un lloc clau en la navegació dels tres rius -Napoleó l'arribà a denominar "la clau de l'Ebre"-, Suchet pogué usar la ciutat com a base de subministrament en les seves operacions posteriors durant el setge de Tortosa durant l'hivern de 1810 i 1811.

## Reconquesta
Saragossa celebrà amb gran esplendor la reconquesta de Mequinensa després del període francès. Manuel de Isidor i Villagrasa s'encarregà fins i tot de reflectir-ho en un llibre. Per als francesos, la importància d'aquesta plaça era tal que el nom de la localitat apareix de forma destacada a l'Arc de Triomf de l'Étoile de París al costat d'altres grans conquestes de Napoleó com Madrid, Plasència o Nàpols.